# リボール・ペシェク
- リボル・ペシェク

リボール・ペシェク（Libor Pešek  KBE, 1933年6月22日 - 2022年10月23日）は、チェコの指揮者。

## 経歴
1933年、チェコスロバキア・プラハに生まれた。同地の音楽芸術アカデミーでピアノ、チェロ、トロンボーンを学ぶかたわら、ヴァーツラフ・スメターチェクやカレル・アンチェルらに指揮法を師事した。
1958年から1964年までプルゼニやプラハの歌劇場に勤務。プラハ室内ハーモニー管弦楽団を創設して音楽監督に就任した。
1980年から1981年までスロヴァキア・フィルハーモニー管弦楽団の首席指揮者を、1982年から1990年までチェコ・フィルハーモニー管弦楽団の常任指揮者を務めた。1987年から1998年までロイヤル・リヴァプール・フィルハーモニー管弦楽団の音楽監督を務め、1996年に故エリザベス女王からナイトの爵位、桂冠指揮者の称号を授与された。2007年から2019年までチェコ・ナショナル交響楽団の首席指揮者を務めた他、世界各地のオーケストラで客演を続けていた。
2022年、プラハにて死去。

## 演奏作品、録音
ペシェクは、あまり演奏機会に恵まれない作品を積極的に擁護し、フランツ・シュミットの交響曲第3番や、スクリャービンのピアノ協奏曲などをデジタル録音時代の初期から取り上げてきた。
しかし一般的には、比較的無名のチェコ音楽の解釈で知られており、イギリス時代に録音されたドヴォルザークの初期の交響曲や、ヨセフ・スク、ヴィーチェスラフ・ノヴァークらの管弦楽曲は、これらの作品や作曲家を再認識するきっかけを作ったことで知られている。